# Jörg Albracht
Jörg Albracht (* 30. November 1963 in Hilden) ist ein ehemaliger deutscher Fußballtorhüter und heute Geschäftsführer der Vereinigung der Vertragsfußballspieler.

## Karriere
Nachdem Jörg Albracht die Jugendmannschaften des VfB Hilden, VfL Benrath und des 1. FC Köln durchlaufen hatte, wechselte er im Alter von 17 Jahren in den Kader des damaligen Zweitligisten Union Solingen. Dort stand er zunächst allerdings im Schatten von Helmut Pabst sowie später von Volker Diergardt und kam somit in diesem Verein in der Zeit von 1980 bis 1987 nur zu 13 Zweitligaeinsätzen. Nach dem Wechsel zum damaligen Nordrhein-Oberligisten Wuppertaler SV konnte er sich zum ersten Mal als Stammtorwart durchsetzen und schaffte mit seiner Mannschaft nach drei Jahren die Qualifikation zur Aufstiegsrunde zur 2. Bundesliga. Auf diese Qualifikationsrunde nahm Albracht dann besonderen Einfluss, denn er erhielt im Aufstiegsspiel gegen den VfB Oldenburg nach einer Rangelei mit einem Gegenspieler die Rote Karte und wurde für zwei Wochen gesperrt. Da der Wuppertaler SV nicht über einen adäquaten Ersatz für Albracht verfügte, blieb man in der Aufstiegsrunde ohne Chance.
Zwei Jahre später wurde der verpasste Aufstieg nachgeholt und Albracht avancierte in dieser Saison zu einem der besten Zweitligatorhüter. Im darauf folgenden Jahr blieb aber auch er nicht von Fehlern frei. Das bekannteste Beispiel hierfür stammt aus dem 0:5-Heimpleite gegen den FC Carl Zeiss Jena, bei der Albracht von der Außenlinie überwunden werden konnte. Trotz dessen und trotz des Abstiegs gehörte er zu den besseren Spielern seines Teams.
Albracht zog aus dem Abstieg und dem mit ihm verbundenen Sparkurs des Wuppertaler SV die entsprechenden Konsequenzen. Er unterschrieb einen Zweijahresvertrag beim Bundesligisten FC Schalke 04. Seinem neuen Verein stand er allerdings auf Grund eines Kreuzbandrisses in der ersten Saison kaum zur Verfügung. Auch am Anfang der nächsten Saison wurde er vom Pech verfolgt, denn er laborierte wochenlang an einer Meniskusquetschung. In dieser Zeit wurde er vom damaligen Nachwuchsmann Mathias Schober vertreten. Mit diesem stritt er sich dann auch um den Einsatz am 8. Spieltag gegen den 1. FC Kaiserslautern, nachdem Stammkeeper Jens Lehmann auszufallen drohte. Jens Lehmann liebäugelte allerdings frisch operiert schon wieder mit seinem Einsatz. Erst in einem Einzelgespräch konnte Albracht Lehmann überzeugen, ihm dieses eine Spiel zu überlassen, das mit einem 1:1-Unentschieden endete. So kam Albracht nach 16 Monaten Reservistenzeit im Alter von 31 Jahren zu seinem ersten Bundesligaspiel. Es sollte noch ein weiteres folgen, bei dem er sogar ohne Gegentor blieb. So endete seine Karriere mit einem Erfolgserlebnis, jedoch auch unfreiwillig auf Grund einer erneuten Verletzung im bereits lädierten Knie.

## Erfolge
- 1992 Aufstieg in die 2. Bundesliga

## Nach der Karriere
Albracht hatte schon während seiner Laufbahn eine Ausbildung zum Finanzbeamten gemacht. Nach seinem Karriereende setzte der Sportinvalide sein bereits 1992 begonnenes Studium der Betriebswirtschaft fort und wurde dabei als erster deutscher Fußballprofi von der Berufsgenossenschaft gefördert. Er promovierte mit dem Schwerpunkt Finanz- und Steuerwesen.